# Osvaldo Bignami
Osvaldo Bignami (Lodi, 3 agosto 1856 – Civate, 15 maggio 1936) è stato un pittore italiano.

## Biografia
Apprendista presso un decoratore a Milano dove si trasferisce verso i vent'anni, si iscrive più tardi all'Accademia di Belle Arti di Brera. Sin dalle prime prove si orienta verso la decorazione ad affresco: con tale tecnica esegue i ritratti di Masaccio e Giovanni Bellini (originariamente collocati nei loggiati del Palazzo di Brera a Milano e oggi dispersi) che gli valgono nel 1893 e 1894 il Premio Mylius. È presente con regolarità alle esposizioni braidensi fino al 1900; nell'ambito della sua produzione pittorica si segnalano in particolare i soggetti sacri, le scene di genere e i ritratti di Luigi Sabatelli, Giacomo Mantegazza e Enrico Zanoni (già Milano, Società Artisti e Patriottica).
Negli anni seguenti si dedica alla decorazione pittorica di edifici civili, quali il Teatro Fraschini a Pavia (1909), e religiosi, come alcune cappelle del Cimitero Monumentale di Lodi (1902-1914), la chiesa di Santa Maria del Carmine a Milano (1904, 1909) e la cappella del collegio Borromeo a Pavia (1909). Particolarmente pregevoli gli affreschi in memoria dei caduti della prima guerra mondiale nella Basilica di Santa Margherita di Cortona (1920). Sperimenta inoltre la tecnica della litografia.